# ميل نورتن
ميل نورتن هو سياسي كندي، ولد في 1953 في سانت جون في كندا. انتخب mayor of Saint John ‏ (2012 – 2016).